# Retovari
I Retovari o Retobari (in tedesco Rätovarier, in latino Raetovarii o Raetobarii) furono una tribù germanica occidentale che faceva parte della confederazione degli Alemanni, stanziata nella regione del Cratere di Nördlingen, nella parte occidentale dell'attuale regione tedesca della Baviera. Vennero citati dallo storico romano Ammiano Marcellino (330-395).